# Sierpień 2015

## 31 sierpnia
- Co najmniej jedna osoba z sił bezpieczeństwa zginęła podczas starć, do których doszło przed parlamentem Ukrainy. Ukraińska milicja poinformowała, że w wyniku wybuchu, najprawdopodobniej granatu, rannych zostało ponad 100 wojskowych i milicjantów. Zamieszki wybuchły, gdy deputowani uchwalili w pierwszym czytaniu zmiany w konstytucji, przewidujące szeroką decentralizację władzy w państwie. (wp.pl)
- Podczas II sesji Kapituły Generalnej Maria Karol Babi został wybrany na biskupa naczelnego Kościoła Starokatolickiego Mariawitów[1].

## 30 sierpnia
- Co najmniej 11 osób zginęło, a 219 zostało rannych w pożarze, który wybuchł w dużym kompleksie mieszkaniowym w mieście Al-Chubar na wschodzie Arabii Saudyjskiej. (wp.pl)
- Siły saudyjskie wraz z arabskimi sojusznikami zbombardowały rozlewnię wody w prowincji Hadżdża na północy Jemenu, zabijając ok. 30 cywilów. (onet.pl)
- W Portugalii trzy osoby, w tym dwóch policjantów, zginęły w strzelaninie wywołanej przez awanturujących się mężczyzn. (wp.pl)
- Władze Chin ukarały 197 osób za szerzenie w internecie pogłosek dotyczących ostatniego załamania na giełdzie oraz eksplozji w Tiencinie. (wp.pl)
- Zakończyły się, rozgrywane w Pekinie, mistrzostwa świata w lekkoatletyce. (iaaf.org)
- Dżihadyści z Państwa Islamskiego zniszczyli część pochodzącej z czasów rzymskich świątyni Bela, jednego z najważniejszych obiektów wśród pozostałości starożytnego miasta Palmyra. (wp.pl)

## 29 sierpnia
- Co najmniej 38 dziewczyn i młodych kobiet zginęło, a 20 zostało rannych w wypadku drogowym w Suazi. (wp.pl)
- Na wyspie Dominika co najmniej 20 osób poniosło śmierć a los kilkudziesięciu pozostaje nieznany w wyniku tropikalnego sztormu Erika. (wp.pl)
- Uruchomiono Szczeciński Szybki Tramwaj. Jest to trzecia tego typu linia w Polsce. (radioszczecin.pl).
- Podczas rozgrywanych w Pekinie mistrzostw świata w lekkoatletyce Amerykanin Ashton Eaton ustanowił nowy rekord świata w dziesięcioboju – 9045 pkt. (iaaf.org)
- Dziesiątki tysięcy Malezyjczyków wyszły na ulice Kuala Lumpur, domagając się dymisji premiera Najiba Tun Razaka z powodu ujawnionego skandalu finansowego z jego udziałem. Szef rządu miał w niejasnych okolicznościach wzbogacić się o 700 mln dolarów. (onet.pl)
- Tysiące demonstrantów machających libańskimi flagami i skandujących antyrządowe hasła zebrały się na placu w centrum Bejrutu. Protestowano przeciwko przywódcom politycznym Libanu, którym zarzuca się niekompetencję i korupcję. (onet.pl)

## 28 sierpnia
- Do wymiany ognia doszło między siłami pakistańskimi a indyjskimi w podzielonym między Indie i Pakistan Kaszmirze. Zginęło co najmniej 10 cywilów, a ok. 50 zostało rannych. (onet.pl)
- Siedmiu robotników zginęło a dwóch zostało rannych w rezultacie zatrucia toksycznymi wyziewami w fabryce papieru w środkowych Chinach. (wp.pl)
- Wietnam ogłosił amnestię dla ponad 18 tys. więźniów z okazji 70. rocznicy uzyskania niepodległości od Francji. (onet.pl)
- Po zatonięciu w czwartek u wybrzeży Libii łodzi z uchodźcami morze wyrzuciło na brzeg 82 ciała. (wp.pl)

## 27 sierpnia
- Łódź przewożąca głównie uchodźców z Afryki zatonęła u wybrzeży Libii. Według przedstawicieli libijskich władz mogło zginąć nawet 200 osób. (wp.pl)
- Zwłoki kilkudziesięciu uchodźców znaleziono we wschodniej Austrii w ciężarówce – chłodni, zostawionej w zatoce awaryjnej przy autostradzie A4. (wp.pl)
- W wyniku powikłań związanych z zarażeniem wirusem MERS, powodującym groźne schorzenie dróg oddechowych, w ciągu ostatnich siedmiu dni w Arabii Saudyjskiej zmarło 15 osób. (wp.pl)
- Dwaj iraccy generałowie i trzy inne osoby zginęły w samobójczym ataku przeprowadzonym przez zamachowca z dżihadystycznej organizacji Państwo Islamskie w prowincji Al-Anbar na zachodzie Iraku. (onet.pl)
- 45 osób skazano na kary do 15 lat więzienia w zamieszkanym przez wyznających islam Ujgurów regionie Sinciang na zachodzie Chin w sprawach związanych z terroryzmem. (onet.pl)
- W Chinach aresztowano 12 osób, które mogły mieć związek z gigantycznymi wybuchami w portowym mieście Tiencin. Wśród podejrzanych są członkowie kierownictwa firmy logistycznej, która przechowywała chemikalia. (onet.pl)
- Francuska policja zlikwidowała jeden z największych i najstarszych obozów Romów na przedmieściach Paryża. Podczas operacji wysiedlono ok. 300 osób. (wp.pl)
- Japońska firma elektroniczna Panasonic postanowiła zamknąć produkcję baterii litowo-jonowych w swojej fabryce w Pekinie, w wyniku czego zwolni 1300 osób. (onet.pl)
- Najdłuższy tunel kolejowy o długości 56 km po 20 latach budowy został ukończony. Inwestycja kosztowała 6,5 mld euro. Tunel połączy Zurych i Mediolan. (onet.pl)

## 26 sierpnia
- Zwłoki ok. 50 imigrantów znaleziono u wybrzeży Libii w ładowni małego statku płynącego w stronę Włoch. (wp.pl)
- W rosyjskiej jednostce wojskowej żołnierz zastrzelił oficera i dwóch innych wojskowych, a potem odebrał sobie życie. Dwóch innych żołnierzy zostało rannych. (tvn24.pl)
- Dwaj napastnicy ubrani w mundury afgańskich sił bezpieczeństwa otworzyli ogień na terenie bazy wojskowej na południu Afganistanu, zabijając dwóch żołnierzy sił NATO. (tvn24.pl)
- 28-letni James Holmes, który w 2012 roku zastrzelił 12 osób w kinie w Denver podczas premierowego pokazu filmu o Batmanie, został skazany na dożywocie bez możliwości ułaskawienia oraz na 3318 lat więzienia. (onet.pl)
- Amerykańska firma Oshkosh Corporation wygrała przetarg na dostawę 17 tysięcy pojazdów terenowych dla amerykańskich sił lądowych i piechoty morskiej. Wartość kontraktu szacuje się na 6,75 mld dolarów. To tylko pierwsza faza wymiany starzejącej się floty ponad 120 tys. wojskowych pojazdów Humvee. W sumie Oshkosh ma dostarczyć siłom zbrojnym USA 55 tys. tzw. Joint Light Tactical Vehicles do 2040 roku[2].

## 25 sierpnia
- Pijany mężczyzna zastrzelił troje członków jednej rodziny na romskim obozowisku w północno-wschodniej Francji, zabijając następnie interweniującego żandarma. (wp.pl)
- Jak wynika z raportu Amnesty International w ciągu ostatnich 12 miesięcy w Arabii Saudyjskiej stracono co najmniej 175 osób. (wp.pl)

## 24 sierpnia
- Co najmniej dziewięć osób zginęło na zachodzie Nepalu, gdy demonstranci zaatakowali policję włóczniami, nożami, siekierami i kosami podczas protestu przeciwko reformie administracyjnej i nowej konstytucji. (onet.pl)
- Liczba ofiar śmiertelnych eksplozji z 12 sierpnia w portowym mieście Tiencin na północnym wschodzie Chin wzrosła do 129 osób. (wp.pl)
- Prezydent Turcji Recep Tayyip Erdoğan formalnie ogłosił przedterminowe wybory parlamentarne. (tvn24.pl)
- We Wrocławskim Parku Technologicznym opracowano hipoalergiczny żel przyspieszający gojenie ran, który na razie wykorzystywany będzie w weterynarii. (pap.pl)

## 23 sierpnia
- Państwo Islamskie zabiło ok. 50 irackich żołnierzy w dwóch osobnych zasadzkach w niespokojnej prowincji Al-Anbar na zachód od Bagdadu. (tvn24.pl)
- Dwa samoloty niemieckiej sportowej formacji lotniczej Grasshoppers zderzyły się w powietrzu podczas pokazów w Szwajcarii, przy czym jeden z pilotów zginął. (onet.pl)
- Dżihadyści z Państwa Islamskiego zburzyli starożytną świątynię Szamin-Baala (boga nieba) w syryjskiej Palmyrze. (tvn24.pl)
- Australijska Galeria Narodowa szykuje odesłanie do Indii 13 rzeźb hinduskich bóstw wartych 11 mln dolarów, nabytych od marszanda z Nowego Jorku. (onet.pl)

## 22 sierpnia
- Samochód pułapka wybuchł na ruchliwej ulicy przed szpitalem w Kabulu, zabijając co najmniej 12 osób i raniąc kolejne 66. Celem zamachu był pojazd z pracownikami zagranicznej firmy ochroniarskiej DynCorp. (wp.pl)
- Zabytkowy myśliwiec odrzutowy Hawker Hunter spadł podczas pokazów lotniczych w południowej Anglii na drogę szybkiego ruchu, zderzając się z kilkoma samochodami i zabijając siedem osób. (wp.pl)
- Biały Dom potwierdził, że Fadil Ahmad al-Hajali, drugi w hierarchii dowódczej Państwa Islamskiego bojownik zginął w dokonanym przez USA ataku lotniczym. (wp.pl)
- Premier Dmitrij Miedwiediew podpisał rozporządzenie o rozszerzeniu granicy Rosji na kontynentalnym szelfie Morza Ochockiego. (wp.pl)
- Prezydent Autonomii Palestyńskiej Mahmud Abbas zrezygnował z funkcji szefa Organizacji Wyzwolenia Palestyny. Do dymisji podała się też blisko połowa liczącego 18 członków komitetu wykonawczego OWP. (tvn24.pl)

## 21 sierpnia
- Co najmniej 771 kurdyjskich rebeliantów zginęło w rozpoczętej przed miesiącem zakrojonej na szeroką skalę operacji sił tureckich przeciwko Partii Pracujących Kurdystanu. (tvn24.pl)
- Dwaj mężczyźni udający turystów ukradli w biały dzień i pod okiem kamer z muzeum w Kopenhadze wartą 300 tys. dolarów rzeźbę autorstwa Auguste’a Rodina. (wp.pl)
- Dżihadyści Państwa Islamskiego zniszczyli pochodzący z V wieku katolicki syryjski klasztor pod wezwaniem św. Eliana w pobliżu miasta Al-Karjatein w środkowej Syrii. (onet.pl)

## 20 sierpnia
- Siedem osób zginęło w zderzeniu dwóch samolotów na północnym zachodzie Słowacji. Do wypadku doszło w gminie Czerveny Kamen, w czasie prób przed dniami lotnictwa. (wp.pl)
- Silna eksplozja wstrząsnęła we wczesnych godzinach rannych popularną dzielnicą mieszkaniową Kairu. Rannych zostało przynajmniej 27 osób. (onet.pl)
- Prawie 5 tys. żołnierzy z 11 krajów, w tym z Polski, bierze udział w rozpoczynających się na europejskich poligonach ćwiczeniach „Swift Response-2015”. To największe manewry wojsk powietrznodesantowych NATO od zakończenia zimnej wojny. (wp.pl)
- Premier Grecji Aleksis Cipras ogłosił swoją dymisję w czasie orędzia do narodu. Wezwał też do przedterminowych wyborów parlamentarnych w najbliższym możliwym terminie. (tvn24bis.pl)

## 19 sierpnia
- Co najmniej ośmiu tureckich żołnierzy zginęło w ataku przypisywanym Partii Pracujących Kurdystanu, w zamieszkanej głównie przez ludność kurdyjską prowincji Siirt w południowo-wschodniej Turcji. (onet.pl)
- Zamachowiec samobójca wysadził się w powietrze w pobliżu siedziby kurdyjskiej agencji bezpieczeństwa na północnym wschodzie Syrii, zabijając co najmniej 10 funkcjonariuszy kurdyjskich sił bezpieczeństwa. (wp.pl)
- Pierwsze dwie kobiety w historii amerykańskiej armii ukończyły prestiżowe szkolenie US Army Rangers. Panie przez dwa miesiące walczyły z brakiem snu, głodem i stresem. (tvn24.pl)
- Brytyjczyk Sebastian Coe został wybrany prezydentem Międzynarodowego Stowarzyszenia Federeacji Lekkoatletycznych. (iaaf.org)

## 18 sierpnia
- Ok. 150 ludzi zginęło – utonęło lub zostało zastrzelonych – próbując uciec przed atakującymi ich islamistami w oddalonej wsi w stanie Yobe w północno-wschodniej Nigerii. (tvn24.pl)

## 17 sierpnia
- Bomba umieszczona na motocyklu eksplodowała przed hinduistyczną świątynią w centrum Bangkoku, zabijając co najmniej 27 osób, w tym kilkoro obcokrajowców. Rannych zostało 78 ludzi. (wp.pl)
- Dwie osoby zginęły, a sześć zostało rannych w nocnym ostrzale Mariupola[3].
- Kilkadziesiąt tysięcy żołnierzy południowokoreańskich i amerykańskich rozpoczęło doroczne manewry pod kryptonimem „Ulchi Freedom”, które potrwają do 28 sierpnia. (wp.pl)
- Prezydent Egiptu Abd al-Fattah as-Sisi zatwierdził wczoraj ustawę antyterrorystyczną, która wprowadza sądy specjalne i zapewnia funkcjonariuszom sił porządkowych legalność stosownego używania siły. (onet.pl)
- Administracja prezydenta USA Baracka Obamy wydała ostateczną zgodę na poszukiwania i wydobywanie w Arktyce ropy naftowej i gazu przez koncern Shell[4].
- Po zderzeniu w Szczecinie zmarł policjant jadący służbowym motocyklem do interwencji. (kontakt24.tvn24.pl)

## 16 sierpnia
- Co najmniej 82 osoby zginęły, a 250 zostało rannych podczas nalotu bombowego samolotów rządowych na opanowane przez przeciwników rządu przedmieście Damaszku, Dumę. (wp.pl)
- Co najmniej 22 osoby zginęły a kilkadziesiąt zostało rannych w rezultacie serii zamachów bombowych w Bagdadzie i jego okolicach. Do ataków przyznało się Państwo Islamskie. (onet.pl)
- Po wybuchach w strefie przemysłowej w Tiencinie w Chinach wciąż zaginionych jest 95 osób, głównie strażaków. Dotąd potwierdzono, że zginęło 112 osób. (wp.pl)
- Kobieta z materiałami wybuchowymi wysadziła się w pobliżu zatłoczonego targowiska w położonym na północnym wschodzie Nigerii stanie Borno. Co najmniej cztery osoby poniosły śmierć a siedem zostało rannych. (wp.pl)
- 21 osób zostało rannych w zderzeniu pociągów, do którego doszło rano niedaleko miejscowości Galgamácsa, 50 km na północny wschód od Budapesztu na Węgrzech. (wp.pl)
- Nad Oceanem Spokojnym zaginął samolot pasażerski indonezyjskich linii lotniczych Trigana, a następnie został odnaleziony rozbity w prowincji Papua. Na pokładzie były 54 osoby, w tym pięć osób załogi. (onet.pl)
- 200 tys. osób zgromadziło się na ulicach w 16 z 27 stanów Brazylii, by żądać ustąpienia prezydent Dilmy Rousseff w związku z wykryciem wielkiej afery korupcyjnej w Petrobrasie. (onet.pl)

## 15 sierpnia
- Do 85 wzrosła liczba osób, które zginęły w związku z serią gigantycznych eksplozji w strefie przemysłowej w mieście Tiencin na północnym wschodzie Chin. (wp.pl)
- Co najmniej 19 osób zginęło, a 20 zostało rannych w strzelaninach w São Paulo w Brazylii. (tvn24.pl)
- Co najmniej 5 osób zginęło w katastrofie śmigłowca Mi-8 w Kraju Chabarowskim w Rosji. Rozbicie przeżyło 11 osób na pokładzie maszyny. (tvn24.pl)
- Bank BNP Paribas zgodził się zapłacić 115 mln dolarów amerykańskim inwestorom. Chodzi o zadośćuczynienie za manipulowanie kursami walut. (tvn24bis.pl)

## 14 sierpnia
- Co najmniej 17 osób zginęło w starciach między Państwem Islamskim, a lokalnymi ugrupowaniami dżihadystycznymi w kontrolowanym przez IS libijskim mieście Syrta. Doszło do ostrzału zamieszkałych przez cywilów przedmieść rodzinnego miasta Mu’ammara al-Kaddafiego. (tvn24.pl)
- Wietnamska policja skonfiskowała ponad 700 kg rogu nosorożca i kości słoniowej, pochodzących z Mozambiku, które dotarły do portowego miasta Đà Nẵng w środkowym Wietnamie. (onet.pl)

## 13 sierpnia
- W potężnym wybuchu w stolicy Iraku, Bagdadzie zginęło co najmniej 70 osób, a ok. 200 jest rannych. Według irackiej policji, ciężarówka, wypełniona materiałami wybuchowymi eksplodowała na zatłoczonym targu warzywnym w szyickiej dzielnicy Bagdadu, Mieście Sadra. (wp.pl)
- Egipski sąd wojskowy skazał zaocznie 253 osoby na dożywocie, a 203 osoby na kary od 5 do 15 lat pozbawienia wolności za zniszczenie w 2013 r. budynków publicznych. 50 osób uniewinniono. (wp.pl)\
- Sąd wojskowy w Pakistanie skazał na karę śmierci sześciu bojowników talibskich związanych z atakiem na szkołę w Peszawarze na północy Pakistanu w grudniu ub.r., gdzie zginęło ponad 150 osób. (onet.pl)

## 12 sierpnia
- W serii gigantycznych eksplozji, do których doszło w mieście Tiencin, na północnym wschodzie Chin, śmierć poniosły co najmniej 44 osoby, a ponad 500 zostało rannych, w tym 60 ciężko. (wp.pl)
- Co najmniej 61 osób zmarło, a prawie 600 trafiło do szpitala z powodu panujących w Egipcie upałów. (onet.pl)

## 11 sierpnia
- Co najmniej 47 osób zginęło, a 52 zostały ranne w wybuchu bomby na targu w miejscowości Sabon Gari w stanie Borno w północno-wschodniej Nigerii. (onet.pl)
- Od początku lipca 12 osób zmarło w Nowym Jorku w wyniki bakterii Legionella. (wp.pl)
- W Egipcie co najmniej 40 osób zmarło w ciągu dwóch dni z powodu panujących w kraju upałów. Na północy Egiptu temperatura sięgała 40 stopni Celsjusza. (onet.pl)
- FBI rozbiło grupę hakerów i maklerów giełdowych, która w ciągu ostatnich 5 lat na włamaniach do systemów komputerowych i wykradaniu informacji o spółkach zarobiła 30 mln dolarów. (onet.pl)
- Niemiec Jürgen Habermas i Kanadyjczyk Charles Taylor otrzymali tegoroczną Nagrodę Klugego[5].

## 10 sierpnia
- Co najmniej 42 osoby zginęły dzisiaj w dwóch zamachach bombowych w prowincji Dijala na wschodzie Iraku. (onet.pl)
- Ponad 20 ofiar śmiertelnych po przejściu tajfunu Soudelor nad Tajwanem oraz wschodnimi prowincjami Chin kontynentalnych[6].
- Co najmniej 11 pielgrzymów zostało stratowanych na śmierć, a 24 zostało rannych w świątyni hinduistycznej we wschodnich Indiach. (wp.pl)
- Potężny wybuch na międzynarodowym lotnisku w Kabulu, który nastąpił w pobliżu wejścia do lotniskowego terminala. Eksplodowały dwa samochody-pułapki. Zginęły co najmniej cztery osoby, a liczba rannych, według różnych źródeł, waha się od 10 do 17. (wp.pl)
- W Turcji doszło do serii zamachów. W nocy miał miejsce atak na komisariat w Stambule przy pomocy samochodu-pułapki. Nad ranem w tym samym mieście ostrzelano konsulat USA. Kilka godzin później na południu kraju doszło do ataku na policjantów. W trzech zamachach zginęło łącznie pięciu funkcjonariuszy i dwóch napastników. (tvn24.pl)
- Papież Franciszek ustanowił 1 września Światowym Dniem Modlitw o Ochronę Stworzenia. (onet.pl)

## 9 sierpnia
- Przed plutonem egzekucyjnym zginęło w okupowanym przez Państwo Islamskie Mosulu, na poligonie Al Gazlani, ok. 300 byłych urzędników irackiej krajowej Komisji Wyborczej. (wp.pl)
- Co najmniej 22 osoby zginęły w samobójczym zamachu na północy Afganistanu. Zamachowiec zdetonował załadowany materiałami wybuchowymi samochód w powiecie Chan Abad, w prowincji Kunduz. (tvn24.pl)
- 390 rebeliantów Partii Pracujących Kurdystanu zginęło, a 400 zostało rannych w ciągu dwóch tygodni ataków lotnictwa tureckiego w północnym Iraku. (tvn24.pl)
- Zakończyły się, rozgrywane w Kazaniu, mistrzostwa świata w pływaniu. (kazan2015.com).

## 8 sierpnia
- Co najmniej 35 osób zginęło w kilku atakach do jakich doszło w stolicy Afganistanu. Napastnik wysadził się w powietrze przed siedzibą akademii policyjnej. Do eksplozji doszło także na północ od lotniska w Kabulu. (wp.pl)
- Podczas ataku na bazę NATO w Kabulu oprócz żołnierza Sojuszu i dwóch napastników zginęło ośmiu cywilnych pracowników misji NATO w Afganistanie. (wp.pl)
- Co najmniej sześć osób zginęło, a trzy zostały ranne w wyniku zderzenia hydroplanu i śmigłowca Robinson 44 nad sztucznym jeziorem na zachód od Moskwy. (tvn24.pl)
- Tragiczny wypadek na przejeździe kolejowym we francuskiej Normandii. W zderzeniu samochodu z pociągiem zginęły 3 osoby. (wp.pl)

## 7 sierpnia
- Co najmniej 15 osób zginęło, a 248 zostało rannych w zamachu, do którego doszło w centrum Kabulu. Do wybuchu ciężarówki-pułapki doszło w dzielnicy mieszkaniowej na południowym wschodzie afgańskiej stolicy. (wp.pl, onet.pl)
- Co najmniej osiem osób zginęło w ataku islamskich ekstremistów na uczęszczany przez cudzoziemców hotel w Sevare w Mali. (wp.pl)
- Sześć osób zmarło we Włoszech z powodu fali upałów. W dziesięciu miastach wprowadzono trzeci, najwyższy stopień alertu z powodu temperatur przekraczających 40 stopni. (wp.pl)
- Dwaj kurdyjscy bojownicy zginęli, a 10 funkcjonariuszy zostało rannych w starciach między turecką policją a bojownikami PKK na południowym wschodzie kraju. Walki wybuchły w mieście Silopi w prowincji Sirnak. (onet.pl)

## 6 sierpnia
- Andrzej Duda został zaprzysiężony na Prezydenta Polski. (onet.pl)
- 15 osób, w tym agenci służb bezpieczeństwa i pracownicy saudyjskiego MSW, zginęło w zamachu samobójczym na szyicki meczet w miejscowości Abha w prowincji Asir w Arabii Saudyjskiej. Do zorganizowania ataku przyznało się Państwo Islamskie. (wp.pl, onet.pl)
- W Tokio z powodu upałów od początku lipca zmarło ok. 40 osób, a 11 tys. mieszkańców trafiło do szpitala. (tvnmeteo.tvn24.pl)
- Senat USA zatwierdził dyplomatę Paula Jonesa na nowego ambasadora USA w Polsce. Zastąpi on na tym stanowisku Stephena D. Mulla, który po trzech latach kończy swoją misję w Polsce. (wp.pl)
- Prezydent Egiptu Abd al-Fattah as-Sisi w otoczeniu wysokiej rangi gości zagranicznych otworzył uroczyście Nowy Kanał Sueski. (onet.pl, money.pl)
- Stradivarius, którego ukradziono skrzypkowi Romanowi Totenbergowi po koncercie w roku 1980 pod Bostonem, odnalazł się po 35 latach. (wp.pl)

## 5 sierpnia
- Co najmniej 16 osób zginęło, a 56 zostało rannych w wyniku czołowego zderzenia dwóch autobusów komunikacji międzymiastowej w Kraju Chabarowskim, na Dalekim Wschodzie Rosji. (wp.pl)
- Wybuch zbiornika z azotem w zakładach chemicznych w Krefeld w Nadrenii Północnej-Westfalii spowodował zawalenie się części budynku produkcyjnego. 10 ludzi zostało rannych, w tym dwóch ciężko. (wp.pl)

## 4 sierpnia
- 15 policjantów zginęło w katastrofie śmigłowca Black Hawk, który rozbił się w dżungli w niespokojnym północno-zachodnim regionie Kolumbii. (onet.pl)
- 27 osób zostało rannych. w wyniku pożaru i silnej eksplozji w Hamburgu w Niemczech. Wśród poszkodowanych są strażacy. (wp.pl)
- Według raportu „Journal of Glaciology” (wyd. International Glaciological Society), lodowce na całym świecie stopniały do najniższego poziomu od 120 lat, czyli odkąd prowadzone są badania na ten temat. Proces ten zdecydowanie przyśpieszył w pierwszej dekadzie XXI wieku. (wp.pl)
- Co najmniej 20 osób zginęło, a około 100 zostało rannych w stanie Madhya Pradesh w środkowych Indiach, wskutek wykolejenia się dwóch pociągów z powodu częściowego podtopienia mostu spowodowanego ulewnymi deszczami monsunowymi[7].

## 3 sierpnia
- Co najmniej 12 osób zginęło, a dziesiątki zostały ranne, gdy na targ w syryjskim mieście Ariha runął syryjski myśliwiec. (wp.pl)
- Około 20 osób zostało rannych w wyniku katastrofy budowlanej w Holandii. W mieście Alphen aan den Rijn w zachodniej części kraju dwa dźwigi przewróciły się na budynki mieszkalne. (wp.pl)
- Nigeryjska armia poinformowała, że żołnierze uwolnili 178 osób więzionych przez islamskie ugrupowanie Boko Haram oraz zniszczyli kilka obozów dżihadystów w północno-wschodniej części kraju. (onet.pl)
- W wyniku pożarów w Kalifornii, których nie udało się opanować strawiły 24 tys. hektarów i zniszczyły 24 domy mieszkalne i 26 innych budynków; ewakuowano ponad 13 tys. osób. (onet.pl)
- Korpus Piechoty Morskiej Stanów Zjednoczonych ogłosił wstępną „gotowość bojową” myśliwców F-35. Rząd USA zapłaci za nie 400 miliardów dolarów. (onet.pl)
- Ukrywający się w Rosji były ukraiński premier Mykoła Azarow ogłosił w Moskwie utworzenie Komitetu Ocalenia Ukrainy, ukraińskiego rządu na wygnaniu, mającego stanowić alternatywę dla tego w Kijowie. (onet.pl)
- W wyniku ulew w północno-zachodniej Macedonii rzeka Pana błyskawicznie zalała pobliskie miejscowości, powodując śmierć przynajmniej 5 osób i ogromne zniszczenia.(tvnmeteo.tvn24.pl)

## 2 sierpnia
- Liczba ofiar śmiertelnych powodzi, trwających od dwóch tygodni w Pakistanie, wyniosła już 116, a liczba poszkodowanych przekroczyła 750 tys. w ponad 2 tys. różnych miejsc. (onet.pl)
- Dwóch tureckich żołnierzy zginęło, a 24 zostało rannych nad ranem w samobójczym ataku rebeliantów z Partii Pracujących Kurdystanu na posterunek żandarmerii wojskowej w prowincji Ağrı we wschodniej Turcji. (wp.pl)
- Co najmniej kilkadziesiąt osób zginęło w Indiach, Mjanmie i Nepalu w wyniku tegorocznych deszczów monsunowych w Azji Południowo-Wschodniej. (wp.pl)
- Władze Zjednoczonych Emiratów Arabskich oskarżyły 41 osób o przynależność do ugrupowania terrorystycznego, którego celem było przejęcie tam władzy i ustanowienie kalifatu. (onet.pl)
- Premier Kanady Stephen Harper rozwiązał parlament, rozpoczynając 11-tygodniową kampanię przed wyborami wyznaczonymi na 19 października. (tvn24.pl)

## 1 sierpnia
- Ok. 260 rebeliantów z Partii Pracujących Kurdystanu zginęło, a 380 zostało rannych w ciągu trwających od tygodnia nalotach tureckich sił powietrznych na ich bazy. (onet.pl)
- 11 żołnierzy zginęło w katastrofie samolotu wojskowego w Kolumbii. Maszyna transportowa typu CASA 235 rozbiła się w pobliżu miejscowości Agustin Codazzi, w północno-wschodniej części kraju. (wp.pl)
- Cztery osoby zginęły w katastrofie prywatnego odrzutowca, który rozbił się podczas próby lądowania na lotnisku Blackbushe, około 60 km na południowy zachód od Londynu. (tvn24.pl)
- Podczas Festiwalu Rzutów im. Kamili Skolimowskiej w Cetniewie Polka Anita Włodarczyk ustanowiła wynikiem 81,08 metra rekord świata w rzucie młotem. (sport.tvp.pl)
- W czasie rosyjskiego pokazu lotniczego w Dubrowyczach, w obwodzie riazańskim rozbił się śmigłowiec szturmowy Mi-28. Zginął jeden pilot, a drugi zdołał się katapultować. (tvn24.pl)